# Ламинац
Ламинац је насељено место у саставу општине Штефање у Бјеловарско-билогорској жупанији, Република Хрватска.

## Историја
Почетком 20. века место Ламинац је православна парохијска филијала која припада парохији -селу Нарти.
До територијалне реорганизације у Хрватској налазио се у саставу старе општине Чазма.

## Становништво
На попису становништва 2011. године, Ламинац је имао 341 становника.

## Попис1991.
На попису становништва 1991. године, насељено место Ламинац је имало 454 становника, следећег националног састава:
| Попис 1991.‍  | Попис 1991.‍  | Попис 1991.‍ | Попис 1991.‍ | Попис 1991.‍ |
| ------------ | ------------ | ----------- | ----------- | ----------- |
|              |              |             |             |             |
| Хрвати       | Хрвати       |             | 444         | 97,79%      |
| Муслимани    | Муслимани    |             | 3           | 0,66%       |
| Срби         | Срби         |             | 3           | 0,66%       |
| Чеси         | Чеси         |             | 1           | 0,22%       |
| неопредељени | неопредељени |             | 1           | 0,22%       |
| непознато    | непознато    |             | 2           | 0,44%       |
| укупно: 454  |              |             |             |             |